# Arctagrostis
- Commons
- Wikispecies

Arctagrostis  Griseb. é um género botânico pertencente à família Poaceae, subfamília Pooideae, tribo Poeae.
O gênero é composto por 18 espécies. Ocorrem na Europa, Ásia e América do Norte.

## Principais espécies
- Arctagrostis angustifolia Nash
- Arctagrostis latifolia (R. Br.) Griseb.
- Arctagrostis macrophylla Nash
- Arctagrostis poaeoides Nash
- «PPP-Index Lista de espécies»